# Image (ARKSのアルバム)
『Image』(イメージ)は、ARKSが2016年3月9日にリリースしたファーストアルバム。

## 概要
- 今作が、ARKSで初の全国流通版としてリリースされた。
- 厳密には、過去に2作（2012年『ハコブネイロ』、2014年『まほうのうた』）のミニアルバムがリリースされているが、これらは自主製作盤による限定販売であり、現在ではすでに廃盤・入手困難となっていて、今作が、彼らが満を持してのファーストアルバムとなった[1]。

## 収録曲
1. 私はあなたを卒業する
歌詞: 吉田明日香、曲: 吉田明日香・池辺涼真、プロデューサー: いしわたり淳治[2]
2. you
歌詞: 池辺涼真、曲: 吉田明日香・池辺涼真、プロデューサー: 浅田信一[3]
自主製作盤『まほうのうた』にも収録[1]。
3. 魔法にかかったまま
歌詞: 吉田明日香、曲: 吉田明日香・池辺涼真、プロデューサー: 浅田信一[3]
自主製作盤『まほうのうた』にも収録[1]。
4. キラキラした街
歌詞: 吉田明日香、曲: 吉田明日香・池辺涼真、プロデューサー: 浅田信一[3]
5. さよなら三角、夢見た四角
歌詞: 池辺涼真、曲: 吉田明日香・池辺涼真、プロデューサー: 浅田信一[3]
メンバーの中でも特に思い入れのある曲であり、ライブで歌う前には必ずMCが入る。
6. 忘れもの
歌詞: 吉田明日香、曲: 吉田明日香・池辺涼真、プロデューサー: 浅田信一[3]
自主製作盤『まほうのうた』にも収録[1]。
音源は若干異なるが、アルバム発売の2年前にはすでにPVが公開されている。HMVのYouTube公式アカウントにて[4]。